# Аванос
Авано́с (тур. Avanos) — город и район в центральной части Турции, на территории провинции Невшехир.

## История
В разное время город находился под властью хеттов, ассирийцев, фригийцев, персов, римлян, византийцев, сельджуков и, наконец, османов. Некоторые исследователи отождествляют Аванос с хеттской Зувинасой (Zuwinasa), ассирийской Ненансой (Nenansa) и византийской Венессой (Venessa). В 1202 году, по приказу конийского султана Кей-Кубада I, в городе была заложена мечеть Аладдин Джами, являющаяся одним из наиболее известных памятников архитектуры города.

## Географическое положение
Город расположен в восточной части ила, на обоих берегах реки Кызылырмак, на расстоянии приблизительно 10 километров к северо-востоку от города Невшехир, административного центра провинции. Абсолютная высота — 935 метров над уровнем моря.

Площадь района составляет 994 км².

## Население
По данным Института статистики Турции, численность населения Аваноса в 2012 году составляла 13 210 человек, из которых мужчины составляли 47,3 %, женщины — соответственно 52,7 %.
Динамика численности населения города по годам:
| 1990   | 1997   | 2000   | 2007   | 2012   |
| ------ | ------ | ------ | ------ | ------ |
| 10 010 | 15 896 | 11 921 | 11 744 | 10 606 |

## Экономика и транспорт
Структуру городской экономики составляют сельскохозяйственное производство (виноградарство и садоводство), производство керамических изделий, ковроткачество и туризм. Также значимую роль играет скотоводство.

Ближайший аэропорт расположен в городе Невшехир.